# Visitas oficiales de jefes de Estado y de Gobierno a España durante la VIII Legislatura
Las visitas oficiales que jefes de Gobierno o de Estado realizaron a España durante la VIII Legislatura (2 de abril de 2004- 15 de enero de 2008) se detallan a continuación.

## Características
Las visitas de Estado a España, como las que realizan fuera de España, se realizan mediante invitación del país anfitrión y entre jefes de Estado. Estas visitas, que tienen pueden tener una duración máxima de 3 días, suelen contar con la presencia de los consortes y destacan por los recibimientos con honores y por posteriores comidas o cenas donde asisten las máximas autoridades civiles, militares, eclesiásticas, así como, principales empresarios y personajes de la sociedad civil en algunos casos. Estas visitas de Estado suelen realizarse una sola vez durante el mandato del jefe del Estado, y siendo posible otra hasta un cambio de mandato
La visita oficial, por su parte, suele ser menos protocolaria, y se realizan por invitación o por solicitud del país extranjero. Pueden realizarlas, en menor duración que las visitas de estado, jefes de Estado, primeros ministros, ministros o representantes de organizaciones internacionales. En muchos casos solo incluye la visita al jefe del gobierno del país anfitrión (en caso de sistemas parlamentarios o semipresidencialistas), especialmente para tratar temas de índole político, económico, social etcétera. Estas visitas oficiales también pueden darse por visitas a instituciones concretas, eventos como ferias internacionales, congresos, festividades patrias, ceremonias...

## Visitas de estado a España
Las visitas estatales a España se llevan a cabo con la participación del Rey de España. Los eventos del día comienzan cuando el dignatario visitante llega en un vehículo especial al Palacio Real de Madrid en la capital española de Madrid. A medida que llega el dignatario, las unidades de la Guardia Real se preparan para el inicio de la ceremonia. La ceremonia comienza con todas las unidades presentando armas al sonar una saludo real, con la ejecución del himno nacional del país invitado y después del himno nacional español, la Marcha Real.  Luego comienzan su inspección, revisando la infantería así como las unidades montadas. Una vez que se completa la revisión, se lleva a cabo un gran desfile militar en el patio del palacio con las bandas en masa que tocan música militar a medida que las unidades avanzan.

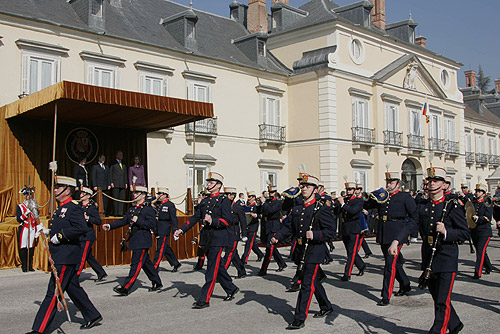
Banda Militar durante una visita de estado para el Presidente de Rusia Vladímir Putin.

La otra ceremonia estatal notable que se lleva a cabo en el palacio es la cena estatal, organizada por el Rey, a la que asisten el dignatario visitante, su delegación, la familia real española, el presidente del Gobierno y otras autoridades del Estado. Durante el transcurso de la visita, el líder visitante puede pronunciar un discurso en una sesión conjunta de Cortes Generales.

## Autoridades españolas
La Jefatura del Estado la ejercía el monarca Juan Carlos I, en el cargo desde 1975, mientras que la Jefatura del Gobierno recayó en el presidente del Gobierno, José Luis Rodríguez Zapatero del PSOE.
- Gobierno: 17 de abril de 2004 - 9 de marzo de 2008.
- Gobierno en funciones: 9 de marzo de 2008 - 14 de abril de 2008.

## Cronología
| Fecha                 | País | jefe de Estado o de Gobierno                                                                                            |
| --------------------- | --- | --- |
| 2004                  | | |
| 6 de mayo             | Bélgica | Primer ministro Guy Verhofstadt                                                                                         |
| 14 de mayo            | Irlanda | Taoiseach Bertie Ahern                                                                                                  |
| 19 de mayo            | Palestina | Primer ministro Ahmed Qurea                                                                                             |
| 21 de mayo            | Colombia | Presidente Álvaro Uribe                                                                                                 |
| 23 de mayo            | Ecuador | Presidente Lucio Gutiérrez                                                                                              |
| 25 – 26 de mayo       | Chile | Presidente Ricardo Lagos                                                                                                |
| 2 de junio            | Siria | Presidente Bashar al-Asad                                                                                               |
| 7 de junio            | Dinamarca | Primer ministro Anders Fogh Rasmussen                                                                                   |
| 5 de julio            | Perú | Presidente Alejandro Toledo                                                                                             |
| 15 de julio           | Panamá | Presidente Martín Torrijos                                                                                              |
| 13 de septiembre      | Francia · Alemania | Presidente Jacques Chirac canciller Gerhard Schröder                                                                    |
| 27 de septiembre      | República Checa | Presidente Václav Klaus                                                                                                 |
| 29 de septiembre      | Bulgaria | Primer ministro Simeón de Sajonia-Coburgo                                                                               |
| 1 de octubre          | Portugal | Primer ministro Pedro Santana Lopes                                                                                     |
| 4 de octubre          | Andorra | Presidente del Gobierno Marc Forné Molné                                                                                |
| 6 de octubre          | Catar | Emir Hamad Al Thani |
| 18 de octubre         | Letonia | Presidente Vaira Vīķe-Freiberga                                                                                         |
| 8 de noviembre        | Alemania | Canciller Gerhard Schröder                                                                                              |
| 22 de noviembre       | Venezuela | Presidente Hugo Chávez                                                                                                  |
| 24 de noviembre       | Egipto | Presidente Hosni Mubarak                                                                                                |
| 29 de noviembre       | Senegal | Presidente Abdoulaye Wade                                                                                               |
| 30 de noviembre       | Italia | Presidente del Consejo de Ministros Silvio Berlusconi                                                                   |
| 7 de diciembre        | Francia | Presidente Jacques Chirac                                                                                               |
| 2005                  | | |
| 9 de febrero          | México | Presidente Vicente Fox                                                                                                  |
| 11 de febrero         | Francia | Presidente Jacques Chirac                                                                                               |
| 16 de febrero         | Alemania | Canciller Gerhard Schröder                                                                                              |
| 22 de febrero         | Jordania | Rey Abdalá II |
| 24 de febrero         | Argelia | Presidente Abdelaziz Buteflika                                                                                          |
| 9 de marzo            | ONU | Secretario general Kofi Annan                                                                                           |
| 11 de marzo           | Marruecos | Rey Mohamed VI |
| 12 de abril           | Portugal | Primer ministro José Sócrates                                                                                           |
| 21 de abril           | Finlandia | Primer ministro Matti Vanhanen                                                                                          |
| 28 de abril           | Irlanda | Taoiseach Bertie Ahern                                                                                                  |
| 6 de junio            | Lituania | Presidente Valdas Adamkus                                                                                               |
| 20 de junio           | El Salvador | Presidente Elías Antonio Saca                                                                                           |
| 27 de junio           | Israel | Presidente Moshe Katsav                                                                                                 |
| 30 de junio           | Marruecos | Jefe del Gobierno Dris Yetú                                                                                             |
| 10 de julio           | Colombia | Presidente Álvaro Uribe                                                                                                 |
| 5 de septiembre       | Andorra | Presidente del Gobierno Albert Pintat                                                                                   |
| 12 de septiembre      | Nigeria | Presidente Olusegun Obasanjo                                                                                            |
| 29 de septiembre      | Marruecos | Jefe del Gobierno Dris Yetú                                                                                             |
| 14 – 15 de octubre    | Diversos jefes de Estado y de Gobierno para la XV Cumbre Iberoamericana en Salamanca                                    | Diversos jefes de Estado y de Gobierno para la XV Cumbre Iberoamericana en Salamanca                                    |
| 15 de octubre         | ONU | Secretario general Kofi Annan                                                                                           |
| 19 de octubre         | Palestina | Presidente Abu Mazen |
| 25 de octubre         | Chile | Presidente Ricardo Lagos                                                                                                |
| 7 de noviembre        | Malta | Presidente Edward Fenech Adami                                                                                          |
| 14 de noviembre       | China | Presidente Hu Jintao |
| 27 de noviembre       | Turquía | Primer ministro Recep Tayyip Erdoğan                                                                                    |
| 27 de noviembre       | Diversos jefes de Estado y de Gobierno de países del Mediterráneo para la Cumbre Euromediterránea en Barcelona          | Diversos jefes de Estado y de Gobierno de países del Mediterráneo para la Cumbre Euromediterránea en Barcelona          |
| 12 de diciembre       | Alemania | Presidente Horst Köhler                                                                                                 |
| 2006                  | | |
| 4 de enero            | Bolivia | Presidente Evo Morales                                                                                                  |
| 8 de febrero          | Rusia | Presidente Vladímir Putin                                                                                               |
| 9 de marzo            | Polonia | Presidente del Consejo de Ministros Kazimierz Marcinkiewicz                                                             |
| 13 de marzo           | Francia | Primer ministro Dominique de Villepin                                                                                   |
| 17 de marzo           | República Dominicana | Presidente Leonel Fernández                                                                                             |
| 6 de abril            | ONU | Secretario general Kofi Annan                                                                                           |
| 8 de mayo             | Guatemala | Presidente Óscar Berger                                                                                                 |
| 8 de mayo             | Níger | Primer ministro Hama Amadou                                                                                             |
| 9 de mayo             | Chile | Presidenta Michelle Bachelet                                                                                            |
| 10 de mayo            | Diversos jefes de Estado y de Gobierno de países de la Comunidad del Caribe para la III Cumbre España-CARICOM en Madrid | Diversos jefes de Estado y de Gobierno de países de la Comunidad del Caribe para la III Cumbre España-CARICOM en Madrid |
| 16 de mayo            | Perú | Presidente Alejandro Toledo                                                                                             |
| 18 de mayo            | Egipto · Argelia | Presidente Hosni Mubarak Presidente Abdelaziz Buteflika                                                                 |
| 8 de junio            | Rumania | Primer ministro del Gobierno Călin Popescu-Tăriceanu                                                                    |
| 21 de junio           | Argentina | Presidente Néstor Kirchner                                                                                              |
| 29 de junio           | Filipinas | Presidenta Gloria Macapagal Arroyo                                                                                      |
| 8 de julio            | Ciudad del Vaticano | Papa Benedicto XVI |
| 10 de julio           | OTAN | Secretario general Jaap de Hoop Scheffer                                                                                |
| 18 – 19 de julio      | México | Presidente Vicente Fox                                                                                                  |
| 6 – 7 de septiembre   | ONU | Secretario general Kofi Annan                                                                                           |
| 25 de septiembre      | Portugal | Presidente Aníbal Cavaco Silva                                                                                          |
| 26 de septiembre      | Kazajistán | Presidente Nursultan Nazarbayev                                                                                         |
| 3 de octubre          | Reino Unido | Primer ministro Tony Blair                                                                                              |
| 16 de octubre         | Italia | Presidente del Consejo de Ministros Romano Prodi                                                                        |
| 25 de octubre         | Bélgica | Primer ministro Guy Verhofstadt                                                                                         |
| 26 de octubre         | Guinea-Bisáu | Primer ministro Aristides Gomes                                                                                         |
| 30 de octubre         | Mauritania | Presidente Ely Ould Mohamed Vall                                                                                        |
| 31 de octubre         | Andorra | Presidente del Gobierno Albert Pintat                                                                                   |
| 14 de noviembre       | Guinea Ecuatorial | Presidente Teodoro Obiang                                                                                               |
| 16 de noviembre       | Francia | Presidente Jacques Chirac                                                                                               |
| 24 de noviembre       | Portugal | Primer ministro José Sócrates                                                                                           |
| 2 de diciembre        | Honduras | Presidente José Manuel Zelaya Rosales                                                                                   |
| 2007                  | | |
| 23 de enero           | Mali | Presidente Amadou Toumani Touré                                                                                         |
| 29 de enero           | Italia | Presidente Giorgio Napolitano                                                                                           |
| 30 de enero           | México | Presidente Felipe Calderón                                                                                              |
| 12 – 13 de febrero    | Corea del Sur | Presidente Roh Moo-Hyun                                                                                                 |
| 20 de febrero         | Italia | Presidente del Consejo de Ministros Romano Prodi                                                                        |
| 7 de marzo            | Jamaica | Primer ministro Portia Simpson-Miller                                                                                   |
| 7 de marzo            | Liberia | Presidente Ellen Johnson-Sirleaf                                                                                        |
| 20 de marzo           | Cabo Verde | Primer ministro José María Neves                                                                                        |
| 12 de abril           | Nueva Zelanda | Primera ministra Helen Clark                                                                                            |
| 24 – 27 de abril      | Pakistán | Presidente Pervez Musharraf                                                                                             |
| 30 de mayo            | Países Bajos | Primer ministro Jan Peter Balkenende                                                                                    |
| 31 de mayo            | Francia | Presidente Nicolas Sarkozy                                                                                              |
| 1 de junio            | Estados Unidos | Secretaria de Estado Condoleezza Rice                                                                                   |
| 5 – 7 de junio        | ONU | Secretario general Ban Ki-Moon                                                                                          |
| 11 de junio           | Suiza | Presidente Micheline Calmy-Rey                                                                                          |
| 18 – 20 de junio      | Arabia Saudita | Rey Abdalá |
| 28 de junio           | Líbano | Presidente del Consejo de Ministros Fuad Siniora                                                                        |
| 10 – 11 de julio      | Estonia | Presidente Toomas Hendrik Ilves                                                                                         |
| 11 de julio           | Ecuador | Presidente Rafael Correa                                                                                                |
| 27 de julio           | Francia | Primer ministro François Fillon                                                                                         |
| 13 de septiembre      | Lituania | Primer ministro Gediminas Kirkilas                                                                                      |
| 14 - 17 de septiembre | Brasil | Presidente Luiz Inácio Lula da Silva                                                                                    |
| 18 – 19 de septiembre | Uruguay | Presidente Tabaré Vázquez                                                                                               |
| 15 de octubre         | Panamá | Presidente Martín Torrijos                                                                                              |
| 22 – 23 de octubre    | Eslovaquia | Presidente Ivan Gašparovič                                                                                              |
| 14 de noviembre       | ONU | Secretario general Ban Ki-Moon                                                                                          |
| 20 de noviembre       | Timor Oriental | Presidente José Ramos Horta                                                                                             |
| 27 de noviembre       | Rumania | Presidente Traian Băsescu                                                                                               |
| 3 – 5 de diciembre    | Filipinas | Presidenta Gloria Macapagal Arroyo                                                                                      |
| 17 de diciembre       | Libia | Líder y Guía de la Revolución Muamar el Gadafi                                                                          |
| 2008                  | | |
| 15 de enero           | ONU | Secretario general Ban Ki-Moon                                                                                          |
| 21 de enero           | Perú | Presidente Alan García                                                                                                  |
| 23 de enero           | Colombia | Presidente Álvaro Uribe                                                                                                 |
| 28 de enero           | Yemen | Presidente Ali Abdullah Saleh                                                                                           |
| 31 de enero           | Alemania | Canciller Angela Merkel                                                                                                 |
| 6 de febrero          | Países Bajos | Primer ministro Jan Peter Balkenende                                                                                    |

## Número de visitas por país
A continuación se enumeran las visitas que han realizado por países y continentes. No se incluyen las visitas realizadas por miembros de organizaciones supranacionales.
| África | América | Asia | Europa | Oceanía           |
| --- | --- | --- | --- | ----------------- |
| Argelia (2) · Cabo Verde (1) · Egipto (2) · Guinea-Bisáu (1) · Guinea Ecuatorial (1) · Liberia (1) · Libia (1) · Mali (1) · Marruecos (3) · Mauritania (1) · Níger (1) · Nigeria (1) · Senegal (1) · | Argentina (2) · Bolivia (1) · Brasil (2) · Chile (4) · Colombia (4) · Costa Rica (1) · Cuba (1) · Ecuador (2) · El Salvador (2) · Estados Unidos (1) · Guatemala (2) · Honduras (1) · Jamaica (1) · México (4) · Panamá (3) · Perú (4) · República Dominicana (2) · Uruguay (2) · Venezuela (2) · | Arabia Saudita (1) · Catar (1) · Corea del Sur (1) · China (1) · Filipinas (2) · Jordania (1) · Israel (1) · Kazajistán (1) · Líbano (1) · Pakistán (1) · Palestina (2) · Siria (1) · Timor Oriental (1) · Yemen (1) · | Alemania (5) · Andorra (4) · Bélgica (2) · Bulgaria (1) · Dinamarca (1) · Eslovaquia (1) · Estonia (1) · Finlandia (1) · Francia (7) · Irlanda (2) · Italia (4) · Lituania (2) · Malta (1) · Países Bajos (2) · Polonia (1) · Portugal (5) · Reino Unido (1) · República Checa (1) · Rumania (2) · Rusia (1) · Suiza (1) · Turquía (1) · Ciudad del Vaticano (1) · | Nueva Zelanda (1) |
| 13 países 17 visitas | 19 países 41 visitas | 14 países 16 visitas | 23 países 50 visitas | 1 país 1 visita   |